# مرتضى مقتدائي
آية الله مرتضى مقتدائي ( الفارسية: مرتضی مقتدایی؛ وُلد في 12 تشرين الأول 1935 م في أصفهان) هو عالم مسلم شيعي إيراني اثني عشري، ونائب رئيس جمعية مدرسي الحوزة العلمية في قم. اُنتخب عضوًا في مجلس الخبراء الثاني والثالث والرابع والخامس والسادس. وهو يقيم حاليًا في أصفهان ويُدرّس في حوزة المدينة.
ونُقل عنه قوله عن احتجاجات الانتخابات الإيرانية عام 2009 إن "المتظاهرين كانوا يسيرون على طريق الغطرسة العالمية" وإن "النظام يجب أن يواجههم".

## السيرة
ولد مقتدائي عام 1935 في منطقة مسجد الحكيم في أصفهان. كان والده ميرزا محمود مقتدائي من رجال الدين في ذلك الوقت من تلاميذ عبد الكريم حائري اليزدي وروح الله الخميني ومحقق داماد سيد أحمد زنجاني.

## المسؤوليات
ومن مسؤولياته بعد الثورة ما يلي:
- قاضي محكمة الثورة الإسلامية
- عضو ومتحدث باسم المجلس الأعلى للقضاء
- رئيس المحكمة العليا
- رئيس المحكمة العليا والمدعي العام
- العضوية في جمعية مدرسي الحوزة العلمية في قم
- عضو المجلس الأعلى للحوزة العلمية في قم
- إدارة المعاهد الدينية
- رئيس حوزة قم

## طالع أيضًا
- الحوزة
- قائمة آيات الله [الإنجليزية]
- المدعي العام الإيراني [الإنجليزية]
- قائمة أعضاء الدورة الثانية لمجلس الخبراء [الإنجليزية]
- قائمة أعضاء الدورة الثالثة لمجلس الخبراء [الإنجليزية]
- قائمة أعضاء الدورة الرابعة لمجلس الخبراء [الإنجليزية]
- قائمة أعضاء الدورة الخامسة لمجلس الخبراء [الإنجليزية]